# Mai 1842

## Événements
- Bugeaud prend El-Asnam, qui est rebaptisée Orléansville. Il met le pays à feu et à sang entre Miliana et Cherchell. Pour la première fois, des communications terrestres sont établies entre Alger et Oran.
- Les Britanniques occupent à nouveau Port-Natal.
- Royaume-Uni : la deuxième pétition chartiste (3 millions de signatures) est rejetée. Elle dénonce les conditions de travail, les salaires misérables, la loi de 1834 sur les pauvres et le train de vie de la famille royale. De nouvelles grèves éclatent, réprimées avec énergie.

- 1er mai :
  - Pierre II du Brésil signe un décret de dissolution de l'Assemblée, en application de son pouvoir modérateur, causant les troubles de la Révolution libérale en août.
  - Occupation de l'archipel des îles Marquises par le contre-amiral Abel Aubert du Petit-Thouars.

- 2 mai : Honoré de Balzac fait part de son enthousiasme pour le daguerréotype dans une lettre à Mme Hanska.

- 4 mai : à l'Académie française, Henri Patin est élu par 21 voix contre 9 à Alfred de Vigny et 3 à Sainte-Beuve.

- 8 mai, France : déraillement, suivi de l'incendie, du train Paris-Versailles dans la tranchée de Bellevue près de Meudon (Hauts-de-Seine). L'accident fait 55 morts, parmi lesquels Dumont d'Urville. Cet accident est la première grande catastrophe ferroviaire de l'histoire des chemins de fer et mettra un coup d'arrêt pendant quelques années au développement de celui-ci.

- 19 mai (États-Unis) : rébellion de Dorr dans le Rhode Island.

## Naissances
- 5 mai : Heinrich Weber (mort en 1913), mathématicien allemand.
- 8 mai : Emil Christian Hansen (mort en 1909), physiologiste danois.
- 12 mai : Jules Massenet, compositeurfrançais.
- 18 mai : Charles-Eugène Ujfalvy de Mezökövesd (mort en 1904), ethnologue, explorateur et linguiste austro-hongrois.
- 29 mai : Félix Thiollier (mort en 1914), érudit, historien et archéologue français.

## Décès
- 8 mai : Jules Dumont d’Urville (né en 1790), explorateur français.
- 10 mai : Amos Eaton (né en 1776), géologue et botaniste américain.